# Pristidactylus torquatus
El gruñidor del sur (Pristidactylus torquatus), también conocido como lagarto de bosque o lagarto gruñidor, es una especie de lagarto de la familia Iguanidae. El nombre específico se deriva del latín "torquatus" que significa llevar un collar. Esta especie es endémica de Chile, habitando desde la región de O'Higgins hasta la región de Los Lagos.

## Descripción
Pristidactylus torquatus es un lagarto robusto con patas fuertes y una gran cabeza. La espalda es generalmente de color marrón rojizo con grandes manchas grises y hay un collar oscuro alrededor de la garganta. La parte inferior es más pálida y la región alrededor del respiradero es de color amarillo verdoso. Este lagarto crece hasta una longitud de hocico a respiradero de aproximadamente 6 a 12,5 cm (2,4 a 4,9 plg).

## Distribución y hábitat
Pristidactylus torquatus es endémico de Chile, donde se encuentra en el lado occidental de la cordillera de los Andes entre los paralelos 35° y 42° sur. Las regiones en las que se encuentra son O'Higgins, Maule, Ñuble, Biobío, La Araucanía, Los Ríos y Los Lagos. Su hábitat natural son los extensos bosques de Nothofagus de segundo crecimiento, denominados "renovales", que crecen en este clima templado.

## Comportamiento
Pristidactylus torquatus es una especie terrestre y se encuentra principalmente en el suelo debajo de los árboles del bosque. Se alimenta principalmente de escarabajos que mastica con sus fuertes mandíbulas. La hembra pone una nidada de unos seis huevos en un agujero en la arena.